# Sophronica ochreofemorata
Sophronica ochreofemorata är en skalbaggsart som beskrevs av Stefan von Breuning 1969. Sophronica ochreofemorata ingår i släktet Sophronica och familjen långhorningar. Inga underarter finns listade i Catalogue of Life.